# Kanton Villiers-Saint-Georges
Kanton Villiers-Saint-Georges is een voormalig kanton van het Franse departement Seine-et-Marne. Het kanton maakte deel uit van het arrondissement Provins.
 Het werd opgeheven bij decreet van 18 februari 2014 met uitwerking in maart 2015.

## Gemeenten
Het kanton Villiers-Saint-Georges omvatte de volgende gemeenten:
- Augers-en-Brie
- Beauchery-Saint-Martin
- Beton-Bazoches
- Cerneux
- Chalautre-la-Grande
- Champcenest
- Courchamp
- Courtacon
- Léchelle
- Louan-Villegruis-Fontaine
- Les Marêts
- Melz-sur-Seine
- Montceaux-lès-Provins
- Rupéreux
- Saint-Martin-du-Boschet
- Sancy-lès-Provins
- Sourdun
- Villiers-Saint-Georges (hoofdplaats)
- Voulton